# The Silver Shine
A The Silver Shine (Az ezüst ragyogás) nevű, nagyrészt angolul éneklő punk-rock/psychobilly/rock'n'roll együttes 2004-ben alakult meg Budapesten. Három taggal rendelkeznek: Ati Edge-dzsel, Krista Kat-tel és Furo-val. Volt tagok: Rolee Shine, Schleki, Yoda Surfer és Frenk Set. Pályafutásuk alatt nyolc nagylemezt és egy középlemezt jelentettek meg. Egészen a mai napig aktívak. Magyarországon kívül Amerikában is jelentős rajongótáborral rendelkeznek. Magyar származásuk ellenére ritka náluk a magyar nyelvű éneklés. Zenei hatásukként a Motörheadet, a Ramonest, a Living End-et és a Social Distortiont tették meg.

## Diszkográfia
- The Silver Shine (EP, 2005)
- Nightmare (2006)
- Don't Trust the Girl with the Chainsaw (2007)
- No Mercy (2009)
- Saint or Sinner (2011)
- Same Old Song (2012)
- Megfakult képek (2013)
- In the Middle of Nowhere (2013)
- Hold Fast (2016)